# Postgirobygget
Postgirobygget est un groupe norvégien de pop rock issu du milieu estudiantin au sein de l'université norvégienne de sciences et de technologies (NTNU) de Trondheim dans les années 1990.
Le groupe est connu pour ses concerts populaires. En 1996, il écoule 162 000 exemplaires de son premier album, Melis. Il prend son nom de Postgirobygget du sobriquet populaire d'un building au centre-est d'Oslo abritant le siège du journal Aftenposten et le bureau central des postes norvégiennes.

## Histoire

### Débuts
Le groupe trouve son origine à Trondheim en 1994 avec Arne Hurlen alors qu'il est étudiant à l'Institut de technologie marine de la NTNU. L'histoire commence avec le cover band The Pissed Off Sons, nommé ainsi d'après les déclarations outrancières du chanteur Axl Rose lors d'une interview donnée au magazine Spin, revue spécialisée dans la musique. Le groupe fait ses débuts au festival culturel Ruka '94. Le Noël suivant, dans sa ville natale, Rælingen, Arne Hurlen enregistre un CD avec 23 chansons auto-composées. Les enregistrements sont réalisés en deux jours avec son ami Hein Bergersen. La démo s'intitule Vennligst lukk døren et se vend localement à hauteur de 1500 exemplaires. Un nouveau CD est réalisé à l'automne 1995, également par Arne Hurlen en collaboration avec Hein Bergersen. Ensuite, les Pissed Off Sons deviennent Arne Hurlen & Rikstrygdeverket  (« Arne Hurlen et l'Agence Nationale d'Assurance »). Cette seconde démo s'intitule Rivd.

### Percée dans l'industrie
Juste avant Noël 1995, Åge Aleksandersen reçoit les deux CD par l'intermédiaire de son fils, Tom Aleksandersen, et les passe à la maison de disques Norske Gram. Entre-temps, plusieurs sociétés norvégiennes ont écouté les démos et des offres sont reçues de la part de BMG et Sony. Arne Hurlen accepte l'offre de Norske Gram et le lancement de la première version est fixé au mois de juin 1996. Ulf Risnes est le producteur des trois premiers albums du groupe sur Norske Gram, dont le premier se vend à plus de 162 000 exemplaires. L'album Melis reste si longtemps dans les classements musicaux du pays que pour ne pas le concurrencer, la production se voit contrainte de différer la date de sortie du prochain album pourtant déjà prêt,.

### Albums suivants et nouveau batteur
Le suivant, Essensuell, s'écoule à 70 000 exemplaires. Le style musical et le paysage sonore sont plus durs que pour Melis, et ce changement se poursuit pour Supertanker, qui est enregistré dans le nouveau studio du groupe à Oslo. Dans le même temps, le groupe recrute Per Sarin Madsen comme nouveau batteur en 1998. Postgirobygget commence à prendre ses marques avec l'album 4-4-2, enregistré à l'automne 2000 avec Lars Lien comme producteur. L'album est lancé en mars 2001. La compilation Best av alt, florilège des succès du groupe, sort en juin 2003. Outre les morceaux les plus connus, l'album comprend deux nouveaux enregistrements. La première édition est fournie avec un CD bonus intitulé Hva med dette ?, composé de singles, de démos et d'enregistrements de concerts. L'album se vend sur le marché norvégien à plus de 110 000 exemplaires.

## Classements
En 2007, le groupe sort un nouvel album studio intitulé Tidløs. L'album passe 13 semaines dans la VG-list avec une 1ère place comme meilleure position, et le single éponyme reste 18 semaines dans la liste des 20 meilleurs singles de la liste VG avec une 3e place comme meilleure position. En 2008, le bassiste Gunnar Westgaard quitte le groupe. Il est ensuite remplacé par Nicolai Hauan, connu en Scandinavie comme l'ancien bassiste de Baba Nation. En 2009 sort l'album Øyeblikk qui est à nouveau un succès pour le groupe avec, pour extrait, le titre Luftmadrass. L'album s'étend neuf semaines dans la liste VG, avec une 6ème place comme meilleure position.

## Membres

### Membres actuels
- Arne Hurlen – guitare, chant (depuis 1996)
- Nils Petter Time – guitare, chœurs (depuis 1996)
- Daniel Hovik – claviers, chœurs (depuis 2017)
- Per Sarin Madsen – batterie, chœurs (depuis 1998)
- Nicolai Hauan – basse, chœurs (depuis 2009)

### Anciens membres
- Øyvind Kolset – chœurs, chœurs (1996–2017)
- Gunnar Westgaard – basse (1996–2008)
- Erik Widding – batterie (1996–1998 ; participe à Melis, Essensuell et Supertanker, remplacé par Per Sarin Madsen)

## Discographie

### Albums studio
- 1996 : Melis
- 1997 : Essensuell
- 1999 : Supertanker
- 2001 : 4-4-2
- 2007 : Tidløs
- 2009 : Øyeblikk
- 2013 : Sommer i Norge
- 2020 : Lykke til

### Album live
- 2019 : Uteliv

### Compilations
- 2003 : Best av alt
- 2005 : Gull

### EP
- 2010 : Big-5: Postgirobygget (17'29", 5 titres)
- 2016 : Musikk fra Sloko (18', 5 titres)

### Singles
- 1996 : Under isen (2'28")
- 1996 :  Sløv uten dop (3'03")
- 1996 :  Bohemen leve (2'32")
- 1996 : Kamilla (2'25")
- 1996 : Idyll  (3'24")
- 1997 : En solskinnsdag (3'07")
- 1997 : Lei av å bli lurt (3'14")
- 1998 : Hva gjør vi nå da (2'55'")
- 1999 : Hvordan går det med deg (2'33")
- 1999 : Bulldozer (2'33")
- 2001 : Mens du tror du har det gøy (3'41")
- 2001 : Hva er bedre da (3'31")
- 2001 : En lang tur (2'58'")
- 2003 : Ferie (3'37")
- 2003 : Hva var det jeg sa  (3'35")
- 2003 : Sommer på jorda (3'18")
- 2005 : Hvem som helst kan flyte på sjarmen (3'51"+1'20"+2'07")
- 2007 : Tidløs (3'51")
- 2008 : Luftmadrass (3'02")
- 2013 : Sommer i Norge  (3'31")[12]
- 2013 : Amerika (3'53")[13]
- 2016 : Minste motstands vei (3'57")
- 2020 : Hummer og horer (3'09")
- 2020 : Alle de kule (3'06")

### Démos
- 1995 : Vennligst lukk døren (démo)
- 1995 : Rivd (démo)